# Verweggistan
Verweggistan is een fictief land dat voorkomt in sommige verhalen met Donald Duck in de hoofdrol.
Het Perzische achtervoegsel -stan betekent land en komt in werkelijkheid voor in de naam van een aantal in Centraal-Azië gelegen landen, zoals Afghanistan, Pakistan en Tadzjikistan. Verweggistan betekent dus letterlijk "een ver weg gelegen land".

## In de verhalen
Het is het land waar Dagobert Duck naartoe gaat als hij meent dat hij daar zijn rijkdom kan vergroten, bijvoorbeeld door het vinden van een schatkaart.
Er bestaan meerdere versies van het land; behalve in een warm en waarschijnlijk zuidelijk Verweggistan is Donald ook weleens in een Verweggistan vlak bij de Noordpool geweest. Ook andere plaatsen worden in de verhalen voor dit doel gebruikt, zoals Afgelegerije en het echt bestaande Timboektoe.
In het verhaal In het voetspoor van Jules Verne (geschreven door Jan Kruse en getekend door Ben Verhagen) moeten Donald en zijn neefjes een reis om de wereld in 40 dagen maken (waarbij ze het opnemen tegen Guus Geluk die dezelfde reis maakt), en ze komen daarbij onder meer in Verweggistan. Het land doet enigszins aan India denken, zo draagt men er bijvoorbeeld tulbanden. Na Verweggistan reizen ze door naar het eveneens fictieve Djengolië, dat weer op China lijkt.
Ook gaat Donald Duck vaak naar Verweggistan als hij door een begane blunder een ramp heeft veroorzaakt in Duckstad en iedereen boos op hem is. Door naar Verweggistan te gaan kan hij dan de boze menigte ontvluchten.

## Alledaags taalgebruik
De fictieve landnaam heeft ingang gevonden in het algemene spraakgebruik. Er wordt dan een onbekende plek mee bedoeld, waarvan men het idee heeft dat die weleens buiten Europa zou kunnen liggen. Er bestaat sinds 2020 een tv-programma met de titel Enkeltje Verweggistan. In dit programma worden gezinnen met kinderen gevolgd die naar het buitenland verhuizen. Het programma wordt uitgezonden bij NPO Zapp op NPO 3.